# Księstwa ruskie
Niektóre z zamieszczonych tu informacji od 2023-07 wymagają weryfikacji.
 Po wyeliminowaniu niedoskonałości należy usunąć szablon [[Szablon:Dopracować|]] z tego artykułu.

Księstwa ruskie w 1237

Księstwa ruskie – udzielne księstwa, wchodzące w skład Rusi Kijowskiej, Wielkiego Księstwa Włodzimierskiego, księstwa halicko-wołyńskiego, Wielkiego Księstwa Litewskiego, Rzeczypospolitej oraz powstałych po rozpadzie niektórych z wymienionych państw, funkcjonujące od IX do XVI wieku.

## Księstwa południowe
- Wielkie Księstwo Kijowskie (860-1471) 
  - księstwo torczeskie (Poroskie, stolica Torczesk)
  - księstwo owruckie (stolica Owrucz)
  - księstwo wyszogrodzkie (1077—1210, stolica Wyszogród)
  - księstwo biłhorodzkie (stolica Biłhorod koło Kijowa)
  - księstwo jurjiwskie (stolica Jurjiw)
  - księstwo bohusławskie (stolica Bohusław)
  - księstwo korsuńskie (stolica Korsuń)
  - księstwo trypilskie (stolica Trypillja)
- księstwo czernihowskie (1024-1330)
  - księstwo nowogrodzko-siewierskie (1097-1523)
  - księstwo kozielskie (1235-1445)
  - księstwo briańskie (1240-1430)
  - księstwo głuchowskie (1246-1407)
  - księstwo karaczewskie (1246-1360)
  - księstwo oboleńskie (1270-1494)
  - księstwo zwienigorodzkie (1340-1504)
  - księstwo możajskie (1350-1494)
  - księstwo nowosilskie (1376-1425)
  - księstwo odojewskie (1376-1547)
  - księstwo starodubskie(inne języki) (1238-1503)
  - księstwo worotyńskie (około 1455-1573)
  - księstwo trostianeckie (około 1460-1490)
  - księstwo kurskie
  - księstwo trubeckie
  - księstwo ustyniwskie
- księstwo tmutarakańskie (około 988-1100)
- księstwo perejasławskie (1054-1239)
- księstwo nowogrodzko-siewierskie (1096-1494):
  - księstwo kurskie (1132-1240)
  - księstwo rylskie (1132-1500)
  - księstwo putywelskie(inne języki) (1150-1500)
  - księstwo trubeckie (1392 - 1500)
- księstwo tmutarakańskie (około 988-1100)
- księstwo halickie
  - księstwo przemyskie
  - księstwo trembowelskie
  - księstwo dźwinogrodzkie
- księstwo wołyńskie
  - księstwo łuckie
  - księstwo bełskie
  - księstwo włodzimierskie
- księstwo podolskie
- księstwo Zbaraskie
- księstwo berładzkie

## Księstwa północno-zachodnie
- księstwo połockie
  - księstwo witebskie
- księstwo turowsko-pińskie (do 1330)
  - księstwo turowskie
- księstwo nowogródzkie

## Księstwa północne i północno-wschodnie
- księstwo biełozierskie (stolica Biełoziersk)
- księstwo galickie (stolica Galicz)
- księstwo muromskie (stolica Murom)
- księstwo riazańskie (stolica Riazań)
- Księstwo Włodzimiersko-Suzdalskie
- księstwo jarosławskie (stolica Jarosław)
- księstwo kostromskie (stolica Kostroma)
- Księstwo Moskiewskie (od 1328 Wielkie Księstwo Moskiewskie; stolica Moskwa)
  - księstwo dmitrowskie (stolica Dmitrów)
  - księstwo kałuskie (stolica Kaługa)
  - księstwo możajskie (stolica Możajsk)
  - księstwo rżewskie (stolica Rżew)
  - księstwo sierpuchowskie (stolica Sierpuchow)
  - księstwo werejskie (stolica Wereja)
  - księstwo wołogodskie (stolica Wołogda)
  - księstwo wołokołamskie (stolica Wołokołamsk)
  - księstwo zwienigorodzkie (stolica Zwienigorod)
- księstwo niżno-nowogrodzkie (stolica Niżny Nowogród)
- księstwo smoleńskie (stolica Smoleńsk)
- księstwo rostowskie (stolica Rostów)
- Księstwo Rostowsko-Suzdalskie
- księstwo toropieckie (stolica Toropiec)
- księstwo twerskie (stolica Twer)
- księstwo uglickie (stolica Uglicz)
- Republika Pskowska (stolica Psków)
- Republika Nowogrodzka (stolica Nowogród Wielki)